# Ziller
De Ziller is een rechterzijrivier van de Inn in de Oostenrijkse deelstaat Tirol. De rivier ontspringt in de hoofdkam van de Zillertaler Alpen, dicht bij de bergtop Dreiecker (2892 meter), die het grenspunt vormt tussen de Oostenrijkse deelstaten Tirol en Salzburg en het Italiaanse Zuid-Tirol. De rivier voedt hier het stuwmeer Zillergründl. De rivier stroomt vervolgens door de Zillergrund, om in Mayrhofen het water van de Zemmbach uit het Zemmtal op te nemen, dat op zijn beurt reeds het water van de Tuxerbach uit het Tuxertal heeft opgenomen. De Ziller stroomt verder door het Zillertal en neemt bij Zell am Ziller het water van de Gerlosbach uit het Gerlostal op. Bij Strass im Zillertal mondt de rivier vervolgens uit in de Inn.
Vroeger vormde de Ziller grotendeels de grens tussen het bisdom Innsbruck in het westen en het aartsbisdom Salzburg in het oosten.
De Ziller is op zijn hoogtepunt twintig meter breed en twee meter diep. Gemiddeld laat de rivier per seconde 43,1 m³ water door. Het water is rijk aan beek- en regenboogforellen en ook de vlagzalm doet het er goed.
- Gemeinsame Normdatei: 4067785-0
- Virtual International Authority File: 240804676